# Samuel Mqhayi
Samuel Edward Krune Mqhayi (Gqumahashe, 1º dicembre 1875 – East London, 29 luglio 1945) è stato uno scrittore e poeta sudafricano.

## Biografia
Figlio di un insegnante di etnia xhosa, frequentò una scuola missionaria e divenne a sua volta insegnante e editore di riviste letterarie. Il suo romanzo Ityala lamawele (1914) è considerato il fondamento della letteratura xhosa moderna. Scrisse anche trattati storici e poesie in forma di canto encomiastico per caricaturare il dominio coloniale britannico del Sudafrica. A lui si devono le sette strofe aggiunte nel 1927 all'inno dell'Africa di Sontonga.